# Palhaça
Palhaça ist eine Kleinstadt und eine Gemeinde in Portugal.

## Geschichte
Die ersten Ortschaften der heutigen Gemeinde entstanden nach der mittelalterlichen Reconquista, insbesondere die 1242 erwähnten Orte Vila Nova und Pedreira. Der heutige Ort Palhaça wurde erstmals in den Registern von 1527 aufgeführt, als Vila Nova das Palhoças.
1804 war Palhaça bereits eine eigenständige Gemeinde und gehört seither zum Kreis Oliveira do Bairro (von April 1872 bis Dezember 1872 zum Kreis Aveiro).
2003 wurde der Ort zur Kleinstadt (Vila) erhoben.

## Verwaltung
Palhaça ist Sitz einer gleichnamigen Gemeinde (Freguesia) im Kreis (Concelho) von Oliveira do Bairro, im Distrikt Aveiro. In ihr leben 2664 Einwohner auf einer Fläche von 10 km² (Stand 19. April 2021).
Folgende Ortschaften liegen in der Gemeinde:
- Albergue
- Arieiro
- Carregais
- Chousa
- Fonte de bebe e vai-te (Fonte da Baita)
- Palhaça
- Pedreira (in Teilen zur Gemeinde Oiã)
- Rebolo
- Roque (in Teilen zur Gemeinde Nariz)
- Val do Rato
- Vila Nova
- Tojeira